# Пуэрто-Гусман
Пуэрто-Гусман (исп. Puerto Guzmán) — город и муниципалитет на юго-западе Колумбии, на территории департамента Путумайо.

## История
Поселение, из которого позднее вырос город, было основано в 1975 году. Муниципалитет Пуэрто-Гусман был выделен в отдельную административную единицу 1 января 1994 года.

## Географическое положение

Муниципалитет Пуэрто-Гусман

Город расположен в северной части департамента, в пределах Амазонского природно-территориального комплекса, на правом берегу реки Какета, на расстоянии приблизительно 33 километров к юго-востоку от города Мокоа, административного центра департамента. Абсолютная высота — 277 метров над уровнем моря.
Муниципалитет Пуэрто-Гусман граничит на юго-востоке с территорией муниципалитета Пуэрто-Легисамо, на юго-западе — с муниципалитетом Пуэрто-Асис, на западе — с муниципалитетами Пуэрто-Кайседо и Мокоа, на северо-западе — с территорией департамента Каука, на северо-востоке — с территорией департамента Какета. Площадь муниципалитета составляет 4565 км².

## Население
По данным Национального административного департамента статистики Колумбии, совокупная численность населения города и муниципалитета в 2024 году составляла 38 586 человек.
Динамика численности населения муниципалитета по годам:
| 2005   | 2010   | 2015   | 2020   | 2021   | 2022   | 2023   | 2024   |
| ------ | ------ | ------ | ------ | ------ | ------ | ------ | ------ |
| 22 679 | 23 109 | 23 699 | 36 541 | 36 900 | 37 427 | 38 076 | 38 586 |

## Экономика
Большинство трудоспособного населения занято в сельском хозяйстве, рыболовстве, добыче полезных ископаемых и лесном хозяйстве.